# 정은혜 (모델)
정은혜(1988년 1월 18일 ~ )는 대한민국의 모델이다.